# Dolgi (Jamal-Nenzen)

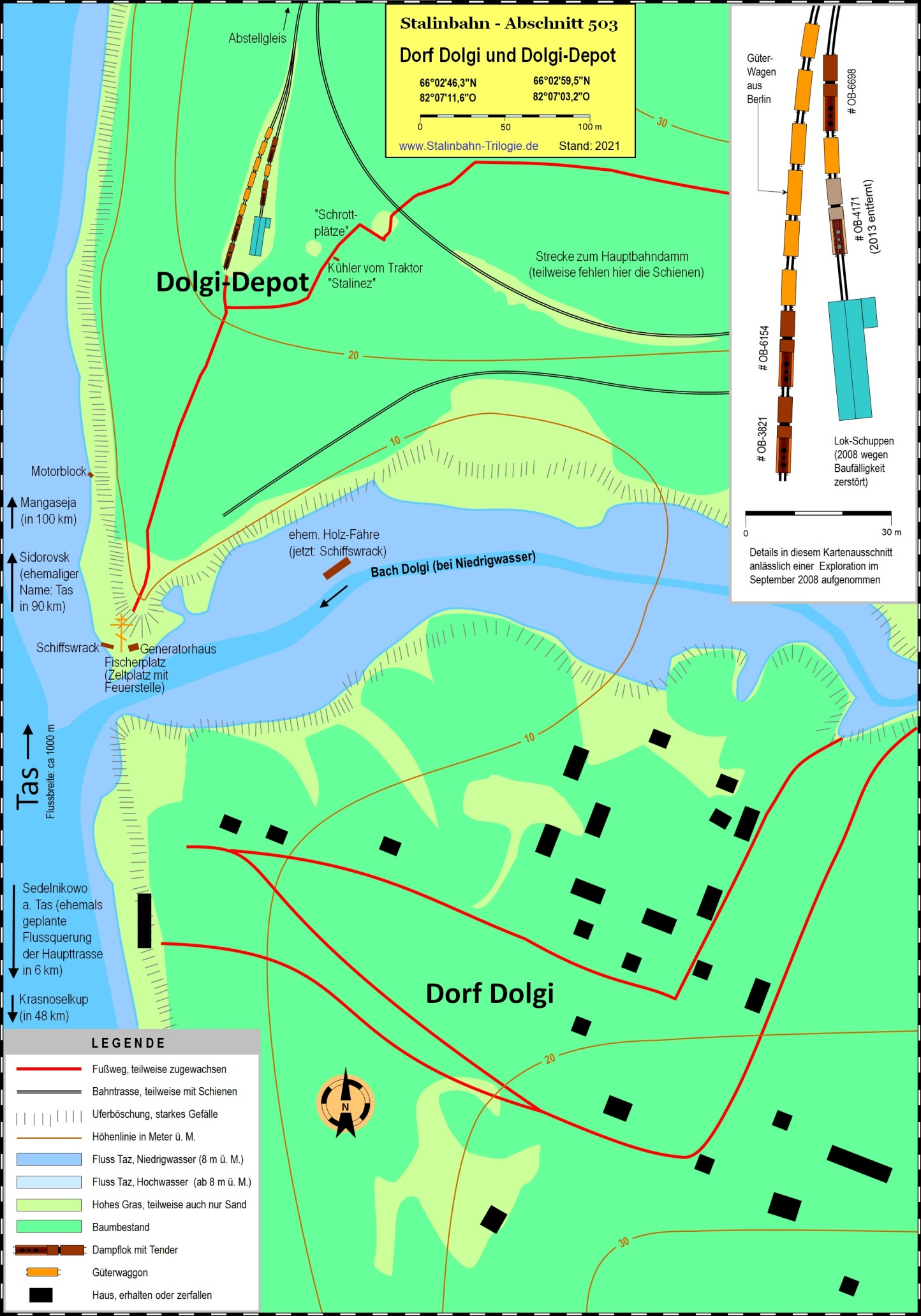
Die ehemalige Siedlung (unten in der Karte) mit dem gleichnamigen Eisenbahn-Depot. 60 Jahre standen hier vier Lokomotiven, bis im Jahr 2013 eine Lok zwecks Restauration entfernt wurde.

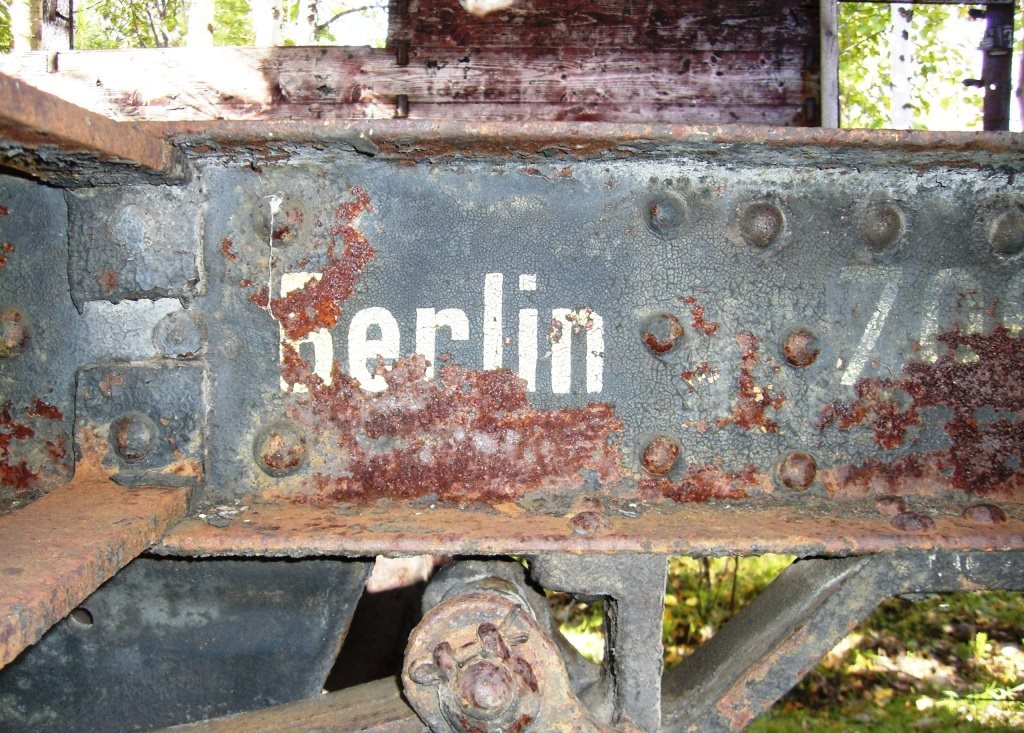
Einer der vielen Waggons, ursprünglich aus Deutschland stammend (Reichsbahndirektion Berlin) und auf russische Breitspur umgebaut

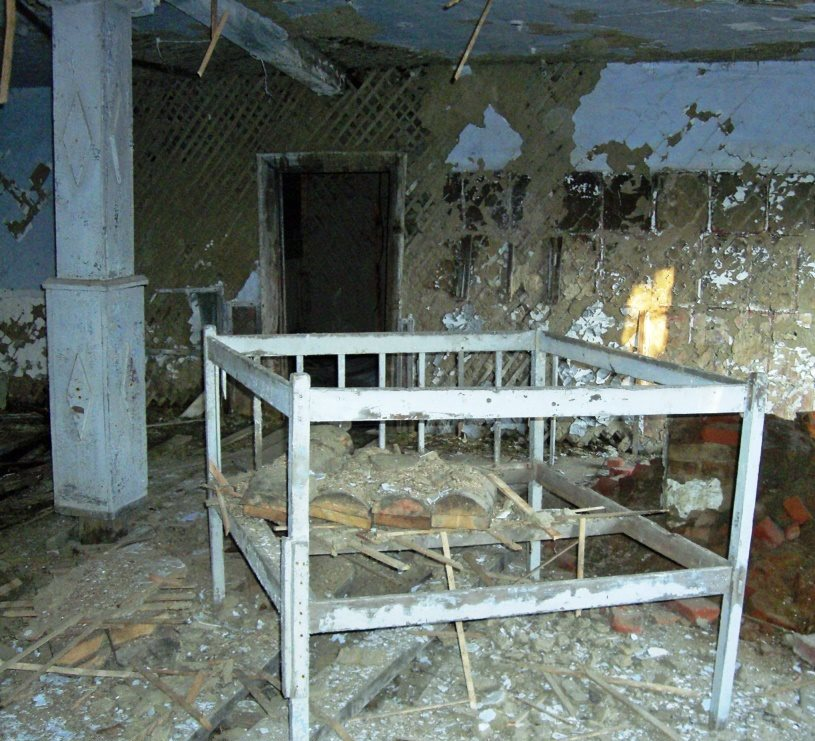
Blick ins Innere des Kindergartens von Dolgi. Zu sehen ist ein Laufstall oder ein Kinderbett. Hier nicht zu erkennen sind die großen Fenster, die kindgerecht bis fast zum Boden heruntergezogen wurden, obwohl Fenster in den langen Wintern erhebliche Kältebrücken darstellten.

Dolgi (russisch Долгий; auch Dolgoje, Долгое) ist eine ehemalige Siedlung am Ostufer des Flusses Tas unweit des Polarkreises. Der Ort gehört verwaltungstechnisch zum Krasnoselkupski rajon des Autonomen Kreises der Jamal-Nenzen. Er entwickelte sich zwischen 1949 und 1953 zu einer kleinen Ortschaft, als auf Anordnung von Josef Stalin die Polarkreiseisenbahn, später auch als „Stalinbahn“ bezeichnet, parallel zur Küste des Nordpolarmeeres gebaut wurde. Dolgi fiel bei diesem Eisenbahnprojekt eine besondere Bedeutung zu.
Dolgi hat seit etwa 1960 keine permanenten Bewohner mehr.

## Lage und strategische Bedeutung
Am Ostufer des Flusses Tas, mitten im Westsibirischen Tiefland, liegt die ehemalige Siedlung Dolgi, unweit des nördlichen Polarkreises. So hoch im Norden ist der Tas nur etwas mehr als vier Monate im Jahr schiffbar und demnach bis zu acht Monate zugefroren oder zumindest mit Eisschollen bedeckt. Dolgi liegt wie auf einer „Insel“, eine Bezeichnung, die im russischen Sprachgebrauch gerne für Siedlungen verwendet wird, die hoch im Norden und abgeschnitten von den südlichen Landesteilen, dem „Festland“, liegen. Auch die Entfernungen zu den nächsten Siedlungen sind groß: 90 km nördlicher liegt der Tas-Pegel Sidorowsk (das Dorf Sidorowsk wurde 1863 gegründet und 2006 offiziell wieder aufgegeben). 10 km nördlich von Sidorovsk liegt die bereits 1601 gegründete russische Siedlung Mangaseja. Von Dolgi in Richtung Osten sind es 100 km bis zur Wetterstation Janow Stan. Nach Westen sind es 170 km bis Urengoi. Nur in Richtung Süden trifft man schon nach 48 km auf das Rajonverwaltungszentrum Krasnoselkup, das über eine Sandpiste verfügt, auf der Flugzeuge bei trockenem Wetter landen können. Zwischen diesen vier genannten Siedlungen ist die Gegend quasi menschenleer.
Unter Dolgi ist aber nicht nur die ehemalige Siedlung zu verstehen. Mit Dolgi verbindet man auch das 300 Meter nördlich gelegene Dolgi-Depot (russisch Депо Долгий, in der Literatur manchmal auch als „Tas-Depot“ bezeichnet), einen Lokomotivschuppen, bei dem heute noch drei Lokomotiven stehen. Außerdem gibt es 6 km südlich von Dolgi ebenfalls am Tas eine Ansammlung von Häusern mit Namen Sedelnikowo  (russisch Седельниково). Auf Höhe von Sedelnikowo funktionierte von 1951 bis 1978 die Tas-Überquerung einer Telegraphenleitung, die Moskau mit Igarka verband. Somit war auch für Dolgi die Kommunikation mit der Außenwelt möglich. Genau an der Stelle der Telegraphenquerung sollte in einem späteren Bauvorhaben auch eine gut 1000 Meter lange Eisenbahnbrücke über den Tas gebaut werden. Neben diesen zwei Siedlungen (Dolgi und Sedelnikowo) gab es in der Umgebung mindestens noch zwei Gulag-Straflager. Diese waren 1,5 beziehungsweise 5 km von Dolgi entfernt. Auf Karten sind die Siedlungen und Lager dargestellt.
Dolgi wurde strategisch günstig, ungefähr in der Mitte der Stalinbahn gegründet. Diese einspurige Bahnstrecke sollte nach Fertigstellung über eine Gesamtlänge von 1260 km verfügen. Um die Strecke zügig fertigzustellen, schuf man zwei Bauabschnitte. Der Bauabschnitt Nr. 501 verlegte die Gleise von Salechard in Richtung Osten. Der Bauabschnitt Nr. 503 tat das Gleiche von Jermakowo in Richtung Westen. Ziel des Bauabschnittes 503 war es, so schnell wie möglich zur „Insel“ Dolgi vorzustoßen. Organisatorisch wurde die Siedlung dem östlichen Bauabschnitt, also der Nr. 503, unterstellt, da Dolgi nicht exakt in der Mitte der Stalinbahn lag, sondern etwas östlicher. Die Menschen in den Siedlungen Dolgi und Sedelnikowo sowie die in den angrenzenden Gefangenenlagern hatten als „Außenposten“ die Aufgabe, hier die Infrastruktur für die künftige Stalinbahn aufzubauen.

## Besiedelung
Die Besiedelung dieser bis dahin unbewohnten Gegend begann am 4. September 1949. Es waren 900 Gefangene, 21 Kraftfahrzeuge und Vorräte, die von Nowy Port (Новый Порт) und Mys Kamenny (Мыс Каменный), einem vor Fertigstellung abgebrochenen Gulag-Bahnbauprojekt auf der Jamal-Halbinsel (Bauabschnitt Nr. 502), über den Obbusen und die Tas-Mündung stromaufwärts bis hierhin gebracht wurden. Schnell wurden Unterkünfte für die „Zivilisten“ (so nannte man die Freiwilligen, die auch als „Freie“ bezeichnet wurden) und mit Stacheldraht umzäunte Lagerbereiche erbaut. Danach widmete man sich der zu schaffenden Infrastruktur für die Stalinbahn. Diese hatten folgende Ausmaße erreicht:
Das Dolgi-Depot wurde gebaut. Damit schuf man die Möglichkeit, Lokomotiven zu warten. Vier Lokomotiven wurden vom Ufer des Tas bei Hochwasser auf die Schienen gesetzt. In  wird vermutet, dass die Lokomotiven in unmittelbarer Nähe des Depots die Schiffe verlassen haben mussten, weil dort wohl noch heute große Seilwinden zu finden sind. Das Gelände ist jedoch steil und es musste auf knapp 100 eine Steigung von mindestens 20 Höhenmetern überwunden werden. Bei Sedelnikowo aber führen die Schienen bis in die Nähe des Ufers. Auch hier wäre ein Aufsetzen der Lokomotiven und Waggons prinzipiell möglich gewesen, und die Örtlichkeit zeigt zudem bis heute noch Spuren hierfür. Außerdem sollte in unmittelbarer Nähe das für die Zukunft geplante östliche Widerlager der Brücke entstehen. Die Schienen hätten hier über einen hohen Bahndamm an die Brücke angeschlossen werden müssen. Somit gäben die Schienen in Uferniveau keinen weiteren Sinn, außer dass man bis zu der Fertigstellung der Brücke im Winter Schienen auf dem Eis des Tas verlegen wollte. Dazu ist es aber nicht gekommen.
Auf jeden Fall verband schon damals ein 11 km langer Schienenstrang diesen ufernahen Aufsetzpunkt mit dem Dolgi-Depot. Zusätzlich verlegte man 3 km Rangier- und Abstellgleise und begann die Eisenbahntrasse über eine Länge von 10 km in Richtung Osten zu bauen, dem Bautrupp der „503“ entgegen.
Während der Jahre 1949 bis 1953 entstanden in Dolgi zwei Dutzend Häuser. Die Bewohner waren die Zivilisten, das Wachpersonal und ehemalige Gefangene. Die Siedlung hatte ein eigenes Kommunikationszentrum (immerhin verlief ja hier die kurz zuvor fertiggestellte Telegraphenleitung, wodurch die Kommunikation mit den Projektleitungen in Jermakowo (Sitz des östlichen Bauabschnitts) und Salechard (Sitz des westlichen Bauabschnitts) möglich war), eine Schule, einen Kindergarten, eine Wetterstation, eine Bibliothek, einen Club, eine Krankenstation, eine Bäckerei und Stallungen für Tiere. Zum nahe gelegenen Dolgi-Depot musste man einen kleinen Tas-Zufluss überqueren. Aus diesem Grunde wurde eine dieselmotorbetriebene Seilwinde installiert. Vielleicht wurde auch hier der elektrische Strom erzeugt, denn man kann in Dolgi noch Reste von Drähten und Lampenfassungen finden. In Dolgi und der näheren Umgebung sollen etwa 1500 Menschen gelebt haben.

## Die Zeit nach dem Abbruch der Bauarbeiten an der Stalinbahn
Beim Abbruch der Arbeiten an der Stalinbahn, im März 1953, fehlten nur noch 70 km Schienen in Richtung Osten, aber noch fast 500 km in Richtung Westen, um die Stalinbahn durchgehend befahren zu können. Die meisten Gefangenen wurden noch im Sommer 1953 auf andere Lager verteilt. Viele Zivilisten, aber auch einige Amnestierte blieben. Die staatliche Autorität übernahm die Polizei von Krasnoselkup. Die Zurückgebliebenen betätigten sich im Fischfang. Die dazu verwendeten Holzboote und Salzfässer findet man noch heute vermodert im Wald. Als Kühlhaus wurde der Rumpf einer großen Fähre verwendet, mit der in den Jahren zuvor die Gefangenen hierher gebracht worden sind. So entstand ein kleines fischverarbeitendes Gewerbe, welches 1957 in den Ort Tasowski verlegt wurde. Danach verließen die Menschen allmählich Dolgi. Seit 1960 hat Dolgi als Siedlung aufgehört zu existieren.

## Dolgi heute
Das Dorf Dolgi betritt man durch ein morsches, baufälliges Tor direkt am Tas. Die meisten Häuser sind hier, wie auch in Sedelnikowo und in den zwei Lagerbereichen, nur noch Ruinen. Da manchmal Jugendgruppen hier, am Ufer des Tas, Sommerlager errichten, ist aus Sicherheitsgründen der Lokomotivschuppen (das Dolgi-Depot) im Jahre 2008 mit Kettensägen zerstört worden. Seitdem liegen hier Balken und Bretter übereinander.
Im Juni des Jahres 2009 ist am Ufer des Tas ein großes orthodoxes Kreuz aufgestellt worden. Es wurde vom Erzbischof von Tobolsk und Tjumen im September des gleichen Jahres in Erinnerung an das Leid und die vielen Toten, die hier zu beklagen waren, geweiht. Das Kreuz trägt die Aufschrift „Herr, rette und schütze die Seelen der unschuldigen Opfer!“.
Mittlerweile durchzieht eine Gasleitung die Gegend. Sie wurde in unmittelbarer Nähe der geplanten Brücke, um das Jahr 2011, durch den Tas verlegt. Sie verläuft in Richtung Osten und kreuzt dabei mehrmals den ehemaligen Schienenstrang.
Von den ehemals vier Lokomotiven wurde eine Lok mit großem Aufwand im Herbst 2013 per Hubschrauber zum Museum Werchnjaja Pyschma (eine Stadt in dem Oblast Swerdlowsk) ausgeflogen, um sie dort zu restaurieren und auszustellen.
Den größten Teil des Jahres liegt Dolgi unter einer dicken Schneedecke. Aber in den wenigen eisfreien Monaten kann man erahnen, mit welchem Engagement hier gebaut wurde. Immerhin 61 Eisenbahnwaggons stehen noch auf den Gleisen, und die hohe Dichte an Metallschrott und Maschinenteilen, die man in der Gegend finden kann, zeugt bis heute von den großen technischen Zielen, die man sich auf der „Insel“ Dolgi für das riesige, aber unnütze Eisenbahnprojekt gesteckt hatte.